# Дегтеренко, Павел Григорьевич
Павел Григорьевич Дегтеренко (1926—2014) — советский  военачальник, генерал-лейтенант (1978). Начальник Главного центрального полигона Министерства обороны СССР (1975—1981). Лауреат Государственной премии СССР (1980).

## Биография
Родился 10 марта 1926 года в селе Малинино, Краснодарского края.
С 1943 года призван в ряды РККА и направлен в действующую армию. С 1944 по 1947 год обучался в Владивостокском военном пехотном училище. С 1947 по 1956 год служил в Сухопутных войсках СССР на различных командных должностях: командовал взводом, ротой и был начальником штаба мотострелкового батальона в составе Дальневосточного и Киевского военных округов.
С 1956 по 1960 год обучался в Военной ордена Ленина, Краснознамённой академии имени М. В. Фрунзе. С 1960 года направлен в Ракетные войска стратегического назначения СССР в должностях начальника штаба ракетного полка, с 1963 по 1965 год — заместитель командира ракетного полка и с 1965 по 1969 год — командир ракетного полка в составе соединения Прибалтийского военного округа. С 1969 по 1970 год — заместитель командира 33-й гвардейской ракетной дивизии в составе 50-й ракетной армии. С 1970 по 1973 год — командир 37-й гвардейской ракетной дивизии, в составе частей дивизии находился ракетные комплексы Р-12 и РСД-10.
С 1973 по 1975 год — заместитель начальника, с 1975 по 1981 год — начальник Государственного центрального полигона МО СССР (полигон Капустин Яр). Под руководством и при непосредственном участии П. Г. Дегтеренко были испытаны и приняты на вооружение новые ракетные комплексы различного назначения, в том числе РСД-10 для РВСН СССР и оперативно-тактические ракетные комплексы «Точка» и «Ока» для Сухопутных войск СССР. В 1980 году «закрытым» Постановлением ЦК КПСС и СМ СССР «За испытание и освоение серийного производства жидкостной двухступенчатой баллистической ракеты  «Р-29РЛ» в составе ракетного комплекса Д-9РЛ с тремя комплектациями боевого оснащения» П. Г. Дегтеренко был удостоен Государственной премии СССР.
С 1982 года в запасе.
Скончался 14 октября 2014 года в Минске, похоронен на Восточном кладбище.

## Высшие воинские звания
- Генерал-майор (23.02.1972)
- Генерал-лейтенант (30.10.1978)[7]

## Награды
- Орден Красного Знамени (1967)
- Орден Красной Звезды (1954)
- Орден «За службу Родине в Вооружённых Силах СССР» 3-й степени (1975)
- Государственная премия СССР (1980)[1][2][3]